# Франц Данці
Франц Данці (нім. Franz Ignaz Danzi; 15 червня 1763, Шветцинген — 13 квітня 1826, Карлсруе) — німецький композитор, віолончеліст і диригент. Син Інноценца Данці, брат Антона Данці і Франчески Лебрен, чоловік Маргарети Данці. Був віце-капельмейстером в Мюнхені (з 1798), капельмейстером в Штутгарті (1807—1812), де потоваришував з Вебером. Керував капелою в Карлсруе (1812—1826). 
Вихованець Мангаймської школи, навчався у абата Фоглера. Один з найважливіших, передусім в оперні царині, німецьких композиторів сучасників Моцарта, творчість яких знаменує перехід від класицизму до романтизму. Належить до числа так званих «малих майстрів» (Kleinmeister), довгий час залишалися в тіні. З середини XX сторіччя почав з'являтися все більший інтерес до нього. Композиторська спадщина Данці дуже велика, але на даний час відомі передусім твори для духових інструментів: концерти і камерні ансамблі.

## Біографія

### Мангайм
Франц Данці був сином мангаймського віолончеліста Інноценца Данці (італійського походження) і Барбари Тоескі (сестри скрипаля і композитора Карла Йозефа Тоескі). Його старший брат Йоганн Баптист був скрипалем в мангаймському оркестрі, молодший Антон — співаком, а сестра Франческа (відома під прізвищем чоловіка Лебрен) стала співачкою і композиторкою. 
Данці навчався в батька гри на віолончелі та клавірі, співав у придворній капелі. У п'ятнадцять років вступив в Мангаймський оркестр. У тому ж році (1778) оркестр разом з двором курфюрста Карла Теодора переїхав в Мюнхен. Він вивчав композицію з абатом Фоглером і ще в Мангаймі написав дуодраму «Клеопатра», зингшпіль «Азака» і музику до щонайменше восьми п'єс. 

### Мюнхен
У 1784 році Данці замінив батька (який пішов на пенсію) першим віолончелістом придворного оркестру в Мюнхені. Незважаючи на його бажання писати опери, таку можливість він отримав лише в 1789 році (зингшпіль «Тріумф вірності»). У 1790 році одружився зі співачкою Маргарет Маршан, донькою Теобальда Маршана (першого директора Мангаймського Народного театру), якій за кілька років до цього давав приватні уроки композиції. Вони виступали в Гамбурзі, Лейпцигу, Венеції, Флоренції, два роки провели з трупою Доменіко Гвардасоні в Празі, де Маргарета була примадонною. 
У 1796 році пара повернулася в Мюнхен. У 1798 році відбулася прем'єра комічної опери «Опівніч» (мала репутацію кращої опери Данці). Після цього, 18 травня 1798 року він був призначений заступником капельмейстера (віце-капельмейстером) з обов'язком керувати виконанням німецьких опер і духовної музики. 
У тому ж році (17 квітня) помер батько Данці, а через два роки (11 червня 1800), після тривалої хвороби —  дружина. У 1799 році (16 лютого) помер курфюрст Карл Теодор. Його наступник Максиміліан Йосип мав менше інтересу до німецької опери і суттєво обмежив театральні витрати. Данці не ладнав з новопризначеним начальством: директором Жозефом Бабо і капельмейстером Петером Вінтером. У 1807 році нарешті була поставлена його серйозна опера «Іфігенія в Авліді», але прем'єра не була належним чином підготовлена, і опера йшла всього два рази.

### Штутгарт і Карлсруе
У жовтні 1807 король Вюртемберга Фрідріх I запропонував Данці стати капельмейстером в Штутгарті (місце, яке займав чотирма роками раніше Йоганн Рудольф Цумштег). Там він познайомився з молодим Вебером, які працювали над «Сільваною». У 1811 році король заснував музичний інститут і призначив Данці його директором, з тим щоб він викладав композицію і керував навчанням гри на духових інструментах. У Штутгарті в Данці абсолютно не залишалося часу на власні твори: за п'ять років він поставив лише одну мелодраму («Дідона») і один зінгшпиль («Камілла і Євген»); інших творів з'явилося також небагато. 
У 1812 році він поїхав зі Штутгарта і став капельмейстером в Карлсруе. Йому в управління дісталася Баденська придворна капела. Він прикладав великі зусилля, щоб поліпшити її гру. Данці продовжував активно листуватися з Вебером до самої смерті та ставив його опери незабаром після їх прем'єри. Жодна з його власних опер, написаних в цей період, не мала великого успіху, зате в останнє десятиліття він знайшов вдалого видавця своїх творів для камерних ансамблів в особі Йогана Антона Андре, для якого написав багато з того, на чому тримається сьогодні його популярність (в тому числі дев'ять духових квінтетів P. 277, 281 і 282). 
Данці помер в квітні 1826 року. У травні помер його колега віце-капельмейстер Фрідріх Ернст Феска, а на початку червня в Лондоні помер Вебер. У вересні у «Загальній музичної газеті» був опублікований великий анонімний некролог з оглядом як біографії Данці, так і його творчості. 

## Сім'я
- Дружина — Маргарета Данці (1868—1800), співачка і композитор. У шлюбі народилося двоє дітей, вижила одна дочка. 
  - Карл (нар. в липні 1794)
  - Маргарета Данці (1799 — 23 жовтня 1866), одружена з актором Людвігом Брандтом (пом. 1865), співала в Мангаймському Придворному театрі. 
    - Кароліна Брандт (1829-1895), театральна актриса.

## Творчість

### Музичні твори

#### Загальний огляд
Данці — один з найважливіших представників перехідного від класицизму до романтизму покоління в німецькій музиці. Він писав у всіх відомих на той час жанрах. Збереглося близько двох десятків творів для сцени, переважно опери. Велика частина їх — комічні, в традиції зингшпіля (розмовні діалоги з музичними номерами). Є також одна мелодрама («Дідона») і одна серйозна опера («Іфігенія в Авліді»). Всі вони писалися на німецький текст (єдиний виняток - французька опера «Девкаліон і Пірра»). Данці належить одна з перших романтичних опер - «Гірський дух, або Доля і вірність» (поставлена в Карлсруе в 1813 році). Його кращою оперою в XIX столітті вважався «Опівніч». 
Також значна його спадщина в області вокальної музики, як духовної (не менше восьми мес, реквієм, Te Deum, всього більше сотні творів), так і світської. Особливо довго залишалися у його вокальні вправи, незважаючи на те, що його численні пісні незабаром були забуті. 
Данці належать шість симфоній (дві перші опубліковані не були, тому дві останні були видані як № 3 і № 4), кілька концертних симфоній (в тому числі втрачених), а також безліч інструментальних концертів: для духових інструментів, для віолончелі та фортепіано. Концерти для скрипки і гобоя втрачені. Його любов до незвичайних сполучень тембрів проявляється насамперед у камерно-інструментальних ансамблях: дуетах, тріо, квартетах, квінтетах і секстет для різних складів виконавців. Фортепіанні сонати Данці залишив всього три. Крім того, є ще три сонати для фортепіано в чотири руки. 

#### Деякі твори
- Опери «Опівніч», «Поцілунок», «Іфігенія в Авліді», «Камілла і Євген», «Гірський дух, або Доля і вірність»
- Шість симфоній: D-dur (P. 218), Es-dur (P. 219), d-moll (P. 220), C-dur (P. 221), B-dur (P. 222), D- dur (P. 223)
- Концертні симфонії: для флейти і кларнета (P. 226), для кларнета і фагота (P. 227)
- Концерти: фортепіанний Es-dur (P. 229), 4 для флейти, 5 для фагота (C-dur P. 234; F-dur P. 235, 236, 237 ; g-moll P. 238), 2 для валторни (E-dur P. 239; F-dur P. 240), 4 для віолончелі (A-dur P. 241; B-dur P. 242; e-moll P. 243; концертино D-dur P. 244)
- Соната B-dur для фортепіано і кларнета, P. 256
- Соната для фортепіано і валторни № 1 Es-dur, P. 252 (1804)
- Соната для фортепіано і валторни № 2 e-moll, P. 255 (1813)
- Соната F-dur для фортепіано і бассетгорн (або віолончелі), P. 258 (1818)
- 3 квартету для фагота зі струнними (P. 271)
- 3 квінтету для фортепіано з духовими (d-moll P. 269, F-dur P. 278; D-dur P. 279)
- 9 духових квінтетів (P. 277, 281 і 282)
- 2 секстету (Es-dur P. 283 і E-dur 284)

#### Стиль
Твори Данці сповнені цікавих мелодій і виявляють велику майстерність, проте відрізняються жорстким підходом до форми. Його гармонії були досить сміливими для кінця XVIII століття, часто твори починаються не в основній тональності. Все це - ознаки переходу до романтизму, для розвитку якого на самому початку XIX століття Данці мав певне значення. 
З негативних сторін його стилю варто вказати на відсутність великого інтересу до розробки матеріалу: репризи сонатних форм у нього в точності повторюють експозицію. Цілі частини творів можуть бути побудовані з регулярних дво-, чотири- або восьмитактових фраз. До кінця його життя подібні композиційні прийоми відчувалися як старомодні, і його твори могли зацікавити тільки любителів. 

### Літературні твори
Данці передбачив романтичний ідеал багатостороннього художника (на кшталт Гофмана): він багато писав, постійно публікувався у «Загальній музичної газеті» та в інших виданнях. Його вірші були відомі в Мюнхені, і деякі з них він сам поклав на музику. Він написав щонайменше одне оперне лібрето, комічну «Репетицію опери» (Die Opernprobe) в двох діях; лібрето було використано Йоганном Непомуком фон Пойсслем). Можливо, Данці також належить німецький текст його власного зингшпіля «Турандот» за п'єсою Гоцці. 

## Забуття та відродження

### Причини забуття
Данці пізно, тільки на межі століть, почав публікувати свої твори. Це стало причиною втрати більшості ранніх творів. Але навіть з написаного в останні тридцять років життя він опублікував лише частину. Це також призвело до втрат. Складність в його спадщини (впорядковані тепер в каталозі фон Пехштедта) являло і те, що він виставляв номера творів (опуси) нерегулярно, давав різним творам один і той же номер, а часто публікував їх зовсім без нього. 
Музика Данці вже в останні роки його життя була старомодною і втрачала популярність. До кінця XIX століття він був абсолютно забутий. Це було також пов'язано з тим, що він, не будучи піаністом, мало писав для фортепіано — головного інструменту часів розквіту романтизму. Вже до 1830-х років колишній інтерес до віртуозів-духовиків пройшов, і написані для них твори перестали виконуватися. 

### Музика для духових
Відродження цього інтересу в XX столітті привело до нового відкриття багатого репертуару, створеного в епоху пізнього класицизму та ранньої романтизму. Крім того, набирає силу рух за історичне виконавство дозволило знову почути твори на тих інструментах, для яких вони і були написані. Для музики Данці це мало величезне значення, тому що його композиторська майстерність багато в чому спиралася на гру тембрами.    
Паралельно з'являлися нові видання інших творів для духових інструментів: концертних симфоній, концертів та камерної музики. У 1963 році Роберт Мюнстер опублікував «другий» фа-мажорний концерт для фагота (P. 237), що став одним з найвідоміших концертів Данці. У 1965 році була вперше видана оригінальна версія першого секстету (P. 283). Вільям Вотерхаус (William Waterhouse) видав у 1960-х квартети з Фаготом (P. 271), Дітер Ферстер (Dieter H. Förster) в 1970-х — початку 1980-х рр. — твори для флейти. Тоді ж були заново опубліковані сонати для фортепіано з духовим інструментом (кларнетом, валторною, бассетгорном). 

### Нові «відкриття» кінця XX - початку XXI століть
До кінця XX століття більшість камерної музики (крім струнних квартетів) була видана і увійшла до репертуару багатьох музикантів, перш за все духовиків. Стали з'являтися аудіозаписи. За Данці міцно зміцнилася слава композитора, який писав для духових інструментів. В 1996 році вийшов тематичний каталог його творів, складений Фолькмаром фон Пехштедтом (Volkmar von Pechstaedt), дозволив по-новому поглянути на спадщину Данці: перші двісті номерів в ньому (твори для сцени, вокальна музика, симфонічні твори) залишалися абсолютно невідомими. У 1997 році фон Пехштедт видав листування Данці, забезпечивши її коментарем. В кінці 1990-х років він заснував в Геттінгені видавництво «Hainholz»  і Архів Франца Данці, який повинен був сприяти виданню найважливіших його творів. Однак під егідою архіву було випущено лише чотири концерти, які дійсно до того не видавалися: третій фа-мажорний (P. 235) і соль-мінорний (P. 238), концерти для фагота, фа-мажорний концерт для валторни (P. 240) і мі-мінорний для віолончелі (P. 243). 
Ще в 1994 і 1995 роках Пауль Вісскірхен (Paul Wisskirchen) видав дві меси (P. 57 і 59). У 2003 році з'явилося видання двох латинських псалмів (P. 127 і 135). Найважливішою подією для зміцнення репутації Данці як багатостороннього автора стало видання всіх його симфоній, розпочате в 2006-2007 роках Бертом Гагельсом (Bert Hagels). Їх негайно записав Ховард Гріффітс (запис надійшов у продаж в 2010 році). У 2012 році в Штутгарті під керівництвом Фрідера Берніуса була записана опера «Гірський дух, або Доля і вірність». Вихід записи в 2013 році був приврочений до 250-річчя від дня народження композитора. 

## Визнання
- Концертний зал в Шветцінгені з 2005 року носить ім'я композитора.